# Caudron C.59
Il Caudron C.59 fu un aereo da addestramento intermedio biposto, monomotore biplano, sviluppato dall'azienda aeronautica francese Société des avions Caudron nei primi anni venti del XX secolo.
Modello di grande successo commerciale e longevità, venne prodotto in oltre 1 800 esemplari andando ad equipaggiare, dall'inizio del decennio, principalmente le componenti aeree delle allora sole due forze armate della Francia, Armée de terre (esercito) e Marine nationale (marina militare), ma anche numerose forze armate mondiali, in Europa ed America meridionale.

## Storia del progetto
All'inizio degli anni venti le autorità militari francesi si ritrovarono nella necessità di integrare il proprio parco velivoli con modelli progettati per ricoprire alcuni specifici ruoli, come l'addestramento intermedio, in quel periodo affidati ad aerei che erano già stati precedentemente impiegati durante la prima guerra mondiale.
Per soddisfare questa necessità la Caudron incaricò il proprio capo progettista Paul Deville, assistito nel lavoro da Rene Talpin, di disegnare un velivolo adatto allo scopo che si svilupperà in un modello di impostazione convenzionale, per l'epoca: un velivolo caratterizzato dalla robusta struttura, tranne nel supporto del motore, interamente lignea, ricoperta da tela trattata e verniciata, dalla fusoliera biposto ad abitacoli separati ed aperti, velatura biplana ad ali sovrapposte, non scalate e della stessa apertura, da un carrello d'atterraggio biciclo fisso integrato da pattino in coda. L'azienda assegnerà al progetto la designazione C.59.
Il prototipo, equipaggiato con un motore Hispano-Suiza 8A raffreddato ad liquido, venne portato in volo per la prima volta nell'agosto 1921, confermando la propria robustezza strutturale e rivelando buone prestazioni ed affidabilità meccanica del propulsore. Al termine di un intensivo programma di test, il governo francese stipulò un contratto di fornitura con Caudron per equipaggiare i propri reparti da addestramento dell'Armée de terre, inquadrato nella categoria Et.2 (Entrainement, addestratore di transizione biposto).

## Tecnica
Il C.59 era un velivolo di impostazione convenzionale, per il periodo: monomotore in configurazione traente, biposto, con velatura biplana e carrello fisso.
La fusoliera, realizzata con struttura in legno e ricoperta in tela trattata tranne che nella parte anteriore, in metallo, presentava due abitacoli aperti posti in tandem e dotati di doppi comandi, l'anteriore destinato all'allievo pilota ed il posteriore all'istruttore. Posteriormente terminava in un impennaggio classico monoderiva dotato di piani orizzontali irrobustiti da una doppia coppia di aste di controvento, una per lato.
La configurazione alare era biplana; i due piani alari erano tra loro collegati da una coppia di montanti per ciascun lato, rinforzati da tiranti in cavetto d'acciaio. L'ala superiore era montata alta a parasole ed era caratterizzata da uno svaso ricavato nella zona centrale per agevolare accesso e visibilità al pilota ed era l'unica dotata di alettoni. Il piano alare superiore era collegato anche alla fusoliera, tramite un castello tubolare.
Il carrello d'atterraggio era un biciclo fisso, ammortizzato tramite un sistema ad elastici, dotato di ruote collegate tra loro da un assale rigido, integrato da un elemento posteriore d'appoggio, posizionato sotto la coda. Alcuni esemplari vennero modificati sostituendo il castello tubolare con una coppia di galleggianti ed altri ancora, per consentirne l'uso da terreni ghiacciati ed innevati, montavano dei pattini al posto delle ruote.
La propulsione era affidata ad un motore Hispano-Suiza 8A, un 8 cilindri a V raffreddato a liquido, in grado di esprimere una potenza pari a 180 hp (134 kW), posizionato all'apice anteriore della fusoliera in configurazione traente, racchiuso da una cofanatura metallica ed abbinato ad un'elica bipala in legno a passo fisso.
Per la tipologia di servizio al quale era destinato il C.59 era sprovvisto di armamento sia offensivo che difensivo.

## Utilizzatori
Argentina
 Brasile
- Serviço de Aviação Militar

 Bulgaria

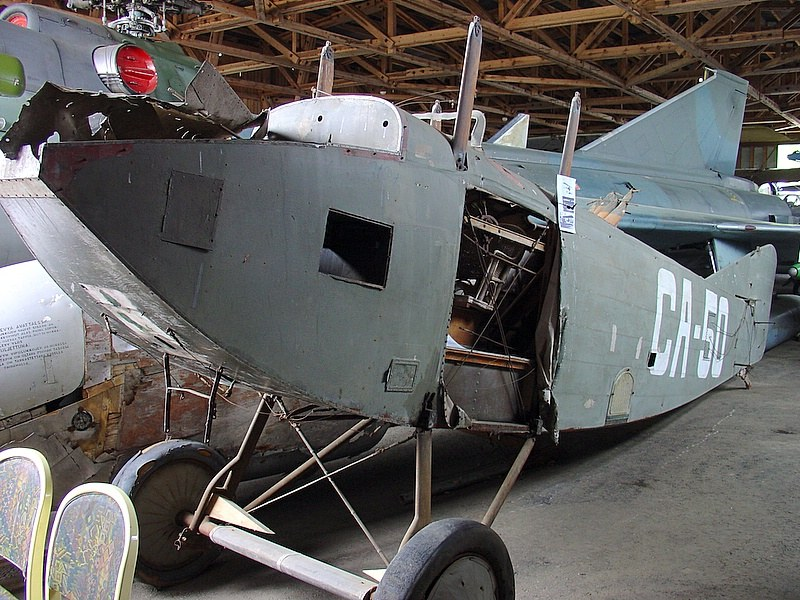
Il C.59 ex Suomen ilmavoimat CA-50 esposto al Päijät-Hämeen ilmailumuseo.

- Dipartimento di aeronautica del Ministero delle ferrovie, poste e telegrafi

 Cina
 Finlandia
- Suomen ilmavoimat

operò con tre esemplari.
 Francia
- Aéronautique navale
- Armée de l'air
- Aviation militaire

 Portogallo
- Arma da Aeronáutica Militar

 Romania
- Aeronautica Regală Românã

 Spagna
- Fuerzas Aéreas de la República Española

 Spagna
- Aviación Nacional

 Turchia
- Hava Müsteşarlığı

 Venezuela
- Fuerza Aérea Venezolana

## Esemplari attualmente esistenti
Il C.59 ex Suomen ilmavoimat, codice militare CA-50, è esposto al pubblico nell'hangar del Päijät-Hämeen ilmailumuseo nella base aerea di Lahti-Vesivehmaa ad Asikkala, non lontano dalla città di Lahti.